# Anna Viakhireva
Anna Viktorovna Viakhireva (russe : Анна Викторовна Вяхирева, anglais : Anna Vyakhireva), née le 13 mars 1995 à Volgograd, est une joueuse internationale russe de handball. Elle évolue au poste d'arrière droite au Brest Bretagne Handball.

## Biographie

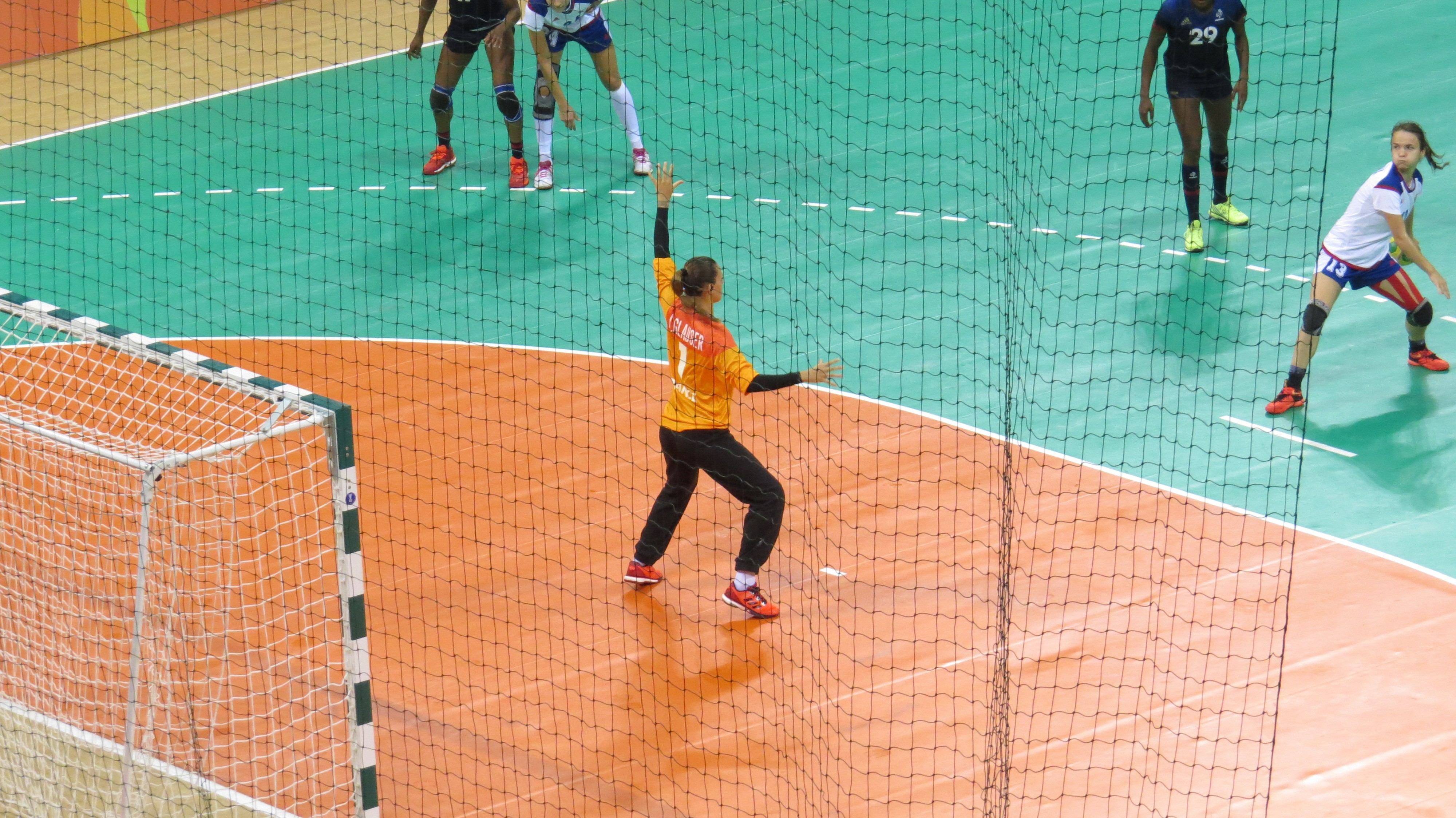
Viakhireva s'apprête à tirer un jet de 7m face à Glauser lors de la finale des JO 2016.

Grand espoir du handball russe, elle dispute sa première grande compétition internationale avec la Russie lors du Championnat d'Europe 2014. Elle est championne olympique aux Jeux olympiques de 2016 à Rio, en compagnie de sa sœur aînée, Polina Kouznetsova. 
Anna est par ailleurs élue meilleure joueuse de la compétition puis récidive 5 ans plus tard aux JO des Tokyo, conclus avec une médaille d'argent.
En 2021, au lendemain de la finale perdue face à la France en finale des Jeux olympiques de Tokyo, et alors qu'elle vient à nouveau d'être élue meilleure joueuse de la compétition, elle annonce mettre sa carrière en pause à l'âge de 26 ans, aussi bien en équipe nationale qu'en club, afin de prendre du temps pour elle et devenir mère,. Elle fait son retour en mars 2022 pour aider Rostov après les départs de joueuses étrangères liés à l'invasion de l'Ukraine par la Russie.

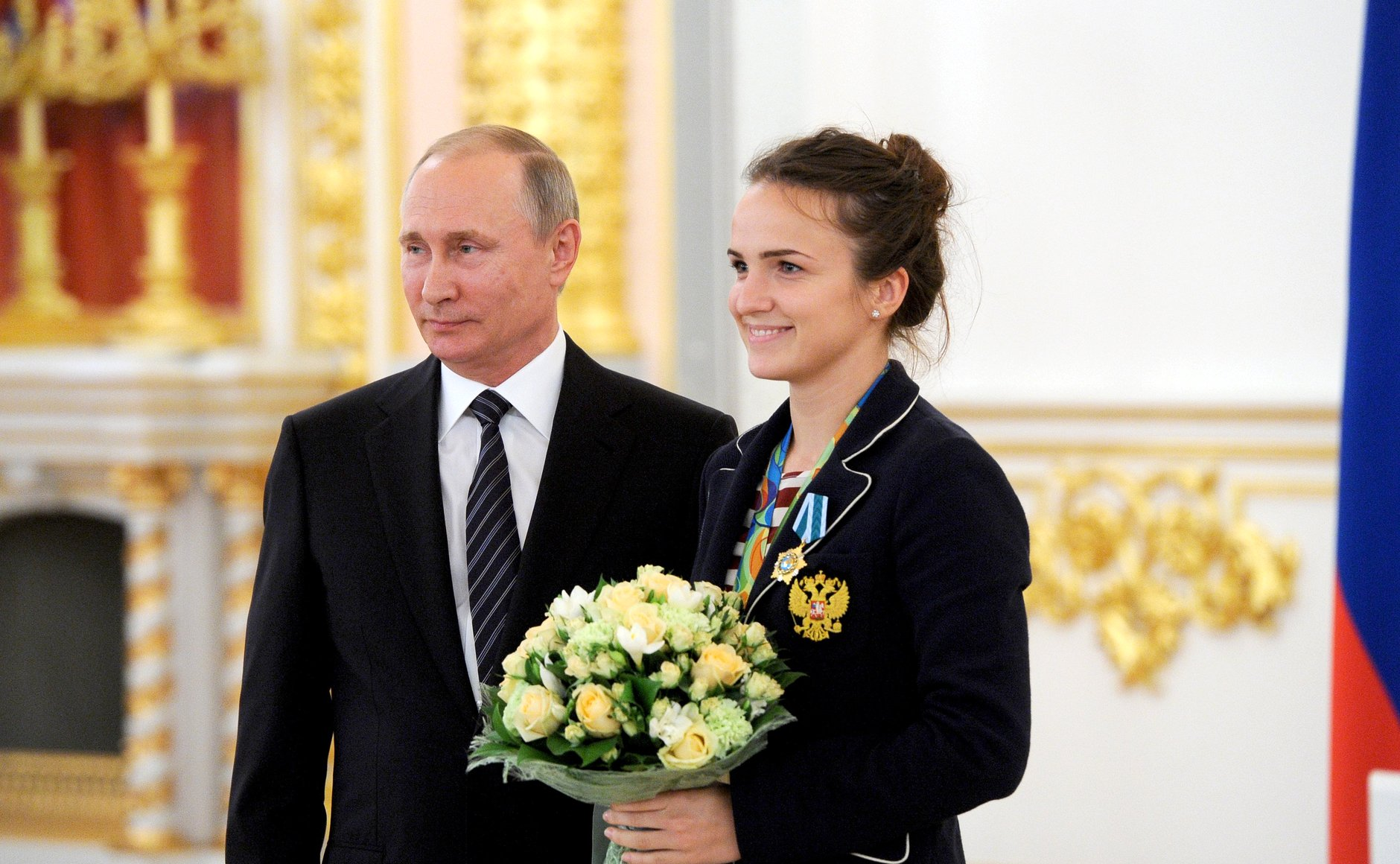
Viakhireva aux côtés de Poutine après la médaille d'or remportée aux JO 2016.

En juin 2022, malgré les tensions entre la Russie et la Norvège, elle signe au Vipers Kristiansand.
Elle signe pour deux saisons au Brest Bretagne Handball en juillet 2024.

## Analyse de la joueuse
Pour Olivier Krumbholz, « c'est le diable », « Elle est impossible à attraper. Elle voit tout avant tout le monde. Elle aime le jeu, elle est maline. C'est un talent, une artiste », « Elle est sûre de sa technique, de sa pratique. Quand on a un tel talent, cela garantit une certaine maîtrise », « C'est très, très difficile de défendre sur elle. Elle a une grosse capacité de débordement », « Elle n'a pas un bras énorme, mais si on la laisse jouer, elle aura un impact immense. C'est totalement étonnant, parce qu'on ne s'attend pas à ce qu'une fille de ce gabarit-là fasse autant de dégâts… C'est une joueuse complètement atypique ».
Grâce Zaadi, capitaine de l'équipe de France : « C'est le poumon de son équipe, beaucoup de choses passent par elle. Elle a une vista, elle est beaucoup à la création ».
Attaquante de grand talent, elle peut également défendre bien qu'elle ne le fasse pas systématiquement, étant très sollicitée en attaque. « Comme elle n'a pas de puissance, de physique, elle engage le combat autrement, plutôt dans la malice », dit d'elle Olivier Krumbholz.

## Palmarès

### Sélection nationale
Jeux olympiques
- médaillée d'or aux Jeux olympiques de 2016 à Rio de Janeiro
- Médaille d'argent aux Jeux olympiques de 2020 à Tokyo

championnat du monde
- médaillée de bronze au championnat du monde 2019
- 5e place au championnat du monde 2015

championnats d'Europe
- finaliste du championnat d'Europe 2018

autres
- finaliste du championnat du monde junior en 2014
- vainqueur du championnat d'Europe junior en 2013[9]
- finaliste du championnat du monde jeunes en 2012
- vainqueur du championnat d'Europe jeunes en 2011[10]
- finaliste du championnat d'Europe jeunes en 2009[11]

### Club
compétitions internationales
- vainqueur de la coupe de l'EHF (C3) en 2017 (avec Rostov-Don)
- finaliste de la Ligue des champions (C1) en 2019 (avec Rostov-Don)
- finaliste de la Coupe des vainqueurs de coupe (C2) en 2014 (avec Zvezda Zvenigorod)

compétitions nationales
- championne de Russie en 2016 (avec Astrakhanochka Astrakhan), 2017, 2018 et 2019 (avec Rostov-Don)
- vainqueur de la coupe de Russie en 2017, 2018 et 2019 (avec Rostov-Don)

### Récompenses individuelles
En équipes nationales
- élue meilleure joueuse des Jeux olympiques de 2016 et 2020
- élue meilleure joueuse du championnat d'Europe 2018[12]
- élue meilleure arrière droite du championnat du monde 2019 et des Jeux olympiques de 2020

En clubs
- élue meilleure arrière droite de la Ligue des champions en 2019 et 2020
- élue meilleure joueuse du championnat de Russie en 2016 et 2020
- élue meilleure arrière droite du championnat de Russie en 2016, 2019 et 2020
- meilleure buteuse de la Ligue des champions (C1) en 2024

En équipes nationales junior et jeunes
- élue meilleure ailière droite des championnats du monde junior 2012[13] et 2014[14]
- élue meilleure joueuse du championnat d'Europe junior 2013[15]
- élue meilleure joueuse et arrière droite du championnat du monde jeunes 2012
- élue meilleure ailière droite du championnat d'Europe jeunes 2011
- élue meilleure demi-centre du championnat d'Europe jeunes 2009